# Mahadongaon, Aurad
Mahadongaon là một làng thuộc tehsil Aurad, huyện Bidar, bang Karnataka, Ấn Độ.